# Sigma-binding
Een sigma-binding of σ-binding is een vorm van covalente binding tussen twee atomen. De sigma-binding wordt gevormd door de orbitaaloverlap van twee atomaire orbitalen tot een moleculair orbitaal, waarbij de elektronendichtheid langs de bindingsas tussen beide atoomkernen geen discontinuïteit vertoont. Dientengevolge is de sigma-binding volledig rotatie-symmetrisch volgens de bindingsas. Deze vorm van binding tussen atomen wordt vooral aangetroffen in de organische chemie tussen koolstofatomen in verzadigde verbindingen.
De sigma-binding is het sterkste type binding. De bindingsenergie kan oplopen tot meer dan 500 kJ/mol, bijvoorbeeld voor de silicium-fluor-binding.

## Sigma-binding in waterstofgas
De sigma-binding in waterstofgas H2 komt tot stand door de overlap van de twee 1s-orbitalen op waterstof. Het resultaat van deze overlap is de vorming van twee moleculaire orbitalen, een bindend:
{\displaystyle \mathrm {MO_{1}} =1s_{A}+1s_{B}}
en een antibindend:
{\displaystyle \mathrm {MO_{2}} =1s_{A}-1s_{B}}
Dit kan ook met elektronendensiteitsplots worden voorgesteld:
|                             |                                 |
| Bindend moleculair orbitaal | Antibindend moleculair orbitaal |

Het bindend en antibindend moleculair orbitaal worden in waterstofgas ook respectievelijk aangeduid als HOMO en LUMO. Bij het bindend moleculair orbitaal is de elektronenprobabiliteit het grootst tussen beide atomen. Dit impliceert dat wanneer dit moleculair orbitaal wordt gevuld met elektronen, er een binding gevormd wordt. Wanneer het moleculair orbitaaldiagram wordt geschetst, dan wordt inderdaad duidelijk dat enkel het bindend moleculair orbitaal gevuld is met twee elektronen:
De bindingsorde bedraagt dus 1: er wordt 1 covalente binding gevormd tussen beide waterstofatomen. Deze binding is symmetrisch ten opzichte van de bindingsas en wordt dus een sigma-binding genoemd.

## Tweede periode-elementen
In de elementen van de tweede periode vindt, vóór een binding gevormd wordt, hybridisatie van de atoomorbitalen plaats. De orbitalen uit de tweede hoofdschil met hoofdkwantumgetal 2 zijn hierbij betrokken. Dit zijn de 2s- en de 2px-, 2py- en 2pz-orbitalen. De binding tussen twee atomen kan vervolgens beschreven worden via een lineaire combinatie van de atoomorbitalen LCAO. Daar waar de som van de orbitaalfuncties het grootst is, is de probabiliteit ook het grootst en zullen de elektronen aldaar het meest aanwezig zijn. Als de twee orbitalen van verschillende atomen voor een groot deel samenvallen is er een sterke  binding tussen de atomen. Dat is het geval als de orbitalen naar het andere atoom zijn gericht. Doordat de binding ontstaat door overlap van twee haltervormige gebieden, is de binding rotatie-symmetrisch. Op deze manier zijn verschillende soorten overlap mogelijk:

Soorten overlap ter vorming van een sigma-binding